# Le Prince des marées
Pour plus de détails, voir Fiche technique et Distribution.
Le Prince des marées (The Prince of Tides) est un film américain réalisé par Barbra Streisand, sorti en 1991. Il est tiré d'un chapitre du roman éponyme de Pat Conroy. Le livre relate l'histoire d'une famille du Sud profond des États-Unis avec ce mélange amour/haine comme on en voit dans toutes grandes sagas. Luke, Savannah et Tom sont trois enfants ayant grandi sur l'île de Colleton, au cœur de ce Sud qui n'a jamais tiré un trait sur le passé — la guerre de Sécession.

## Synopsis
Le film s'intéresse à la tentative de suicide de Savannah et l'arrivée de son frère Tom, qui veut l'aider à se sortir de cette spirale mortifère. Mais pour cela, il faudrait que lui-même accepte de plonger dans les eaux troubles de la mémoire familiale. Susan Lowenstein, une psychiatre, s'y emploiera, mais y laissera elle-même une partie de son âme.

## Fiche technique
- Titre : Le Prince des marées
- Titre original : The Prince of Tides
- Réalisation : Barbra Streisand
- Scénario : Becky Johnston et Pat Conroy d'après son roman éponyme
- Production : Cis Corman (en), Andrew S. Karsch, James T. Roe III, Sheldon Schrager et Barbra Streisand
- Société de production : Columbia Pictures
- Musique : James Newton Howard
- Photographie : Stephen Goldblatt
- Costumes : Ruth Morley
- Montage : Don Zimmerman
- Pays d'origine : États-Unis
- Format : Couleurs - 1,85:1
- Genre : Drame et romance
- Durée : 132 minutes
- Date de sortie : 1991

## Distribution
Légende : VF = Version Française VQ = Version Québécoise
- Nick Nolte (VF : Jacques Frantz ; VQ : Hubert Gagnon) : Tom Wingo
- Barbra Streisand (VF : Annie Balestra ; VQ : Claudine Chatel) : Susan Lowenstein
- Blythe Danner (VQ : Natalie Hamel-Roy) : Sally Wingo
- Kate Nelligan (VQ : Dyne Mousso) : Lila Wingo Newbury
- Jeroen Krabbé (VQ : Daniel Roussel) : Herbert Woodruff
- Melinda Dillon (VQ : Marie-Andrée Corneille) : Savannah Wingo
- George Carlin (VQ : Jean-Louis Millette) : Eddie Detreville
- Jason Gould (VQ : Gilbert Lachance) : Bernard Woodruff
- Brad Sullivan (VQ : Guy Nadon) : Henry Wingo
- Lindsay Wray (VQ : Camille Cyr-Desmarais) : Jennifer Wingo
- Bob Hannah (VQ : Ronald France) : Reese Newbury
- Kirk Whalum : Le saxophoniste